# Terror Rojo (Etiopía)
El Terror Rojo (o Qey Shibir; amhárico: ቀይ ሽብር ḳäy šəbbər) fue una violenta campaña de represión llevada a cabo entre 1977 y 1978, bajo el gobierno del Consejo Administrativo Militar Provisional (Derg, por transliteración de su primera palabra en amárico), presidido por Mengistu Haile Mariam, el cual fue condenado in absentia por la justicia etíope en 2006, como culpable directo del mismo.

## Antecedentes
Tras la destitución del emperador Haile Selassie el 12 de septiembre de 1974, el Derg se enfrentó a numerosos grupos civiles que competían por el control del país, sobre todo al Partido Revolucionario del Pueblo Etíope (PRPE). En septiembre de 1976, varios militantes del PRPE fueron arrestados y ejecutados, al mismo tiempo que el EPRP perpetraba una campaña de asesinatos contra ideólogos y simpatizantes del Derg. Aunque se atribuyó al PRPE un frustrado intento de matar a Mengistu sucedido el 23 de septiembre, la primera víctima importante del terror del PRPE fue el Dr. Feqre Mar'ed, miembro del politburó del Movimiento Socialista Panetíope (MEISON).
No ha sido la primera vez que se ha llevado una política similar; durante el régimen de Haile Selassie, se crearon milicias denominadas escuadrones de la muerte, que asesinaban a los rivales políticos o a quienes se oponían a sus políticas y se crearon alrededor de trescientos centros de detención estatales. La represión política contra grupos de izquierda, socialistas y estudiantes del régimen de Selassie se agravó en los años 70 con la hambruna desatada al noreste de Etiopía (que el gobierno quiso ocultar a los ojos de la comunidad internacional), así como en algunas partes de Tigray —en la que se calcula que perecieron entre cuarenta mil y ochenta mil etíopes entre 1972 y 1974—. En total hubo hasta 1973 doscientas mil muertes, según el cálculo contemporáneo del Instituto de Nutrición de Etiopía. La nación sufrió una hambruna devastadora, que agrava su efecto y socava el apoyo al emperador. El 12 de septiembre de 1974, se desata un levantamiento armado que pone fin al régimen de Selassie y da paso al gobierno de Mengistu Haile Mariam.
No obstante, el Derg estaba dividido por la rivalidad entre Mengistu y una facción que se había aliado en su contra, lo que limitaba su control. Siete de esos cargos eran oponentes de Mengistu, entre ellos el presidente y teniente general Tafari Benti, los capitanes Almayahu Haile y Mogas Wolde Mikael, y el teniente coronel Asrat Desta Aunque dos rivales de Mengistu seguían vivos —el coronel Berhanu Bayeh y el teniente coronel Atnafu Abate—, el coronel Berhanu se había puesto de su parte y el teniente coronel Atnafu se pasó rápidamente al bando ganador, lo que dejó a Mengistu como indiscutible cabeza del Derg y gobernante de Etiopía. Acto seguido, Mengistu fijó su atención en los rivales de fuera del Derg, entre los que destacaba el PRPE.

## Ataques al PRPE
Mengistu Haile Mariam comenzó oficialmente su campaña con un discurso en la plaza de la Revolución, en el corazón de Adís Abeba, en el que declaró «¡Muerte a los contrarrevolucionarios! ¡Muerte al PRPE!». Mientras pronunciaba estas palabras, mostró tres botellas de lo que parecía ser sangre y las rompió contra el suelo para demostrar lo que la revolución haría con sus enemigos. A esta campaña se sumaron grupos de civiles, los kebeles, que en el espacio de un mes estaban recibiendo armas del Derg. Según los profesores Marina y David Ottaway,
«Al contrario de lo que se esperaba, no todas estas brigadas se pusieron de parte del Derg ni obedecieron la orden de localizar 'reaccionarios' y 'anarquistas'. En su lugar, muchos actuaban según su propio capricho y su propia ley, de acuerdo a la facción política que controlaba cada kebele o fábrica. El Prpe había asesinado a más de 20 cargos gubernamentales, organizado al menos un arriesgado asalto al cuartel general, e incluso ha herido a Mengistu en una emboscada. No solo el PRPE estaba infiltrado en muchas de las brigadas de defensa, sino que además, las controladas por el politburó se empecinaban a menudo en defender los intereses del MEISON en lugar de los del Derg».
Los Ottaways datan el punto álgido del Terror Rojo en Adís Abeba en una búsqueda que comenzó el 22 de marzo de 1977, cuando el Consejo Administrativo Militar Provisional consideró que había armado suficientes grupos civiles como para permitir un registro casa por casa en busca de miembros del EPRP, armas y demás parafernalia. Sin embargo, la búsqueda fue todo menos sistemática, señalan los Ottway, pues
«cada escuadrón era una ley en sí misma. Algunos solo buscaban armas, pero otros confiscaron víveres, materiales de construcción y gasolina; algunos consideraban las cámaras como equipo de espionaje y otros consideraban las máquinas de escribir como altamente peligrosas». [ 12 ]

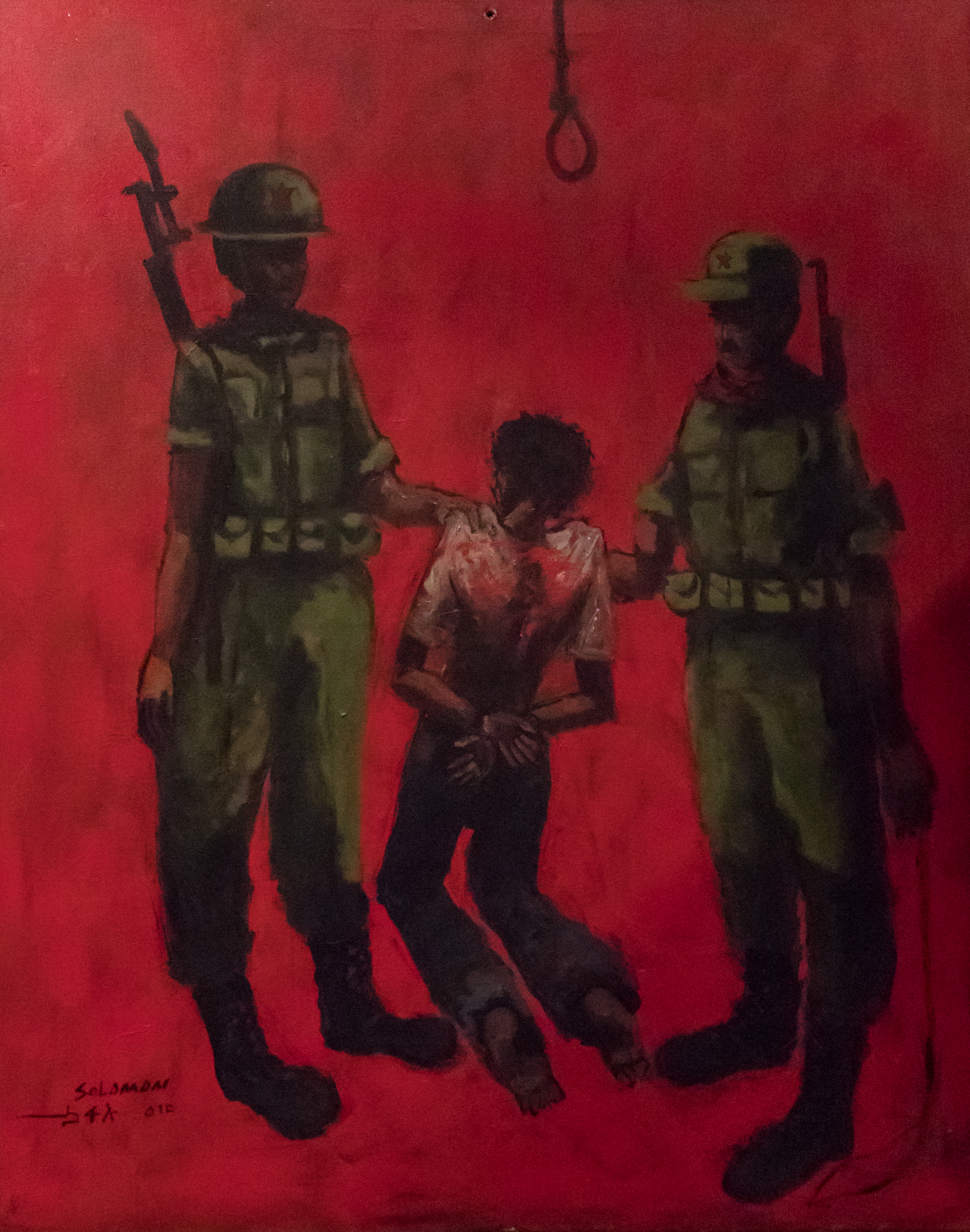
Fragmento de un boceto que muestra la tortura de civiles por parte de agentes de policía del Consejo Administrativo Militar Provisional.

A pesar de que muchos fueron sacados de sus hogares en plena noche, algunos para nunca regresar, pocos de los principales líderes del EPRP se encontraban entre los muertos. Se produjeron varios incidentes claramente desagradables. Uno de ellos tuvo lugar en la imprenta Berhanena Selam, donde tres días después una docena de trabajadores fueron arrestados por ser miembros del EPRP, y posteriormente liberados por falta de pruebas. En la mañana del 26 de marzo, 9 de ellos fueron encontrados asesinados, incluyendo una mujer en avanzado estado de embarazo, lo que conmocionó a la ciudad. Se descubrió que las muertes eran responsabilidad de un tal Girma Kebede, quien posteriormente fue declarado "el principal verdugo del Buró Político; ya había asesinado a 24 personas y tenía una lista de más de 200 que debía liquidar". Avergonzado, el Consejo Administrativo Militar Provisional lo ejecutó a él y a 5 de sus asociados por contrarrevolucionarios el 2 de abril.  A pesar de esta brutalidad, el EPRP continuó contraatacando como pudo. Como describe un informe contemporáneo:
En la capital y sus alrededores, el principal grupo opositor es el Partido Revolucionario del Pueblo Etíope (PRPE). El PRPE ha dado al Dergue buenas razones para estar nervioso: ha asesinado a más de 20 funcionarios gubernamentales, ha llevado a cabo al menos un audaz asalto a la sede del Dergue e incluso ha herido a Mengistu en una emboscada. Un simpatizante rebelde abordó al corresponsal Griggs en una transitada calle del centro y se jactó: «Tenemos 700 tiradores, y algunos de ellos son soldados del propio Mengistu. Tomará tiempo, pero con el tiempo acabaremos con los líderes militares pseudomarxistas».

Eventos como este generaron tensión entre la junta del Consejo Administrativo Militar Provisional (y presumiblemente Mengistu Haile Mariam) y el Buró Político civil. La preocupación por la amenaza del EPRP impidió que esta tensión se detuviera definitivamente hasta la víspera del Primero de Mayo, cuando el Buró Político, con el pretexto de que se avecinaba una protesta antigubernamental, ordenó a los kebeles arrestar a cualquier joven sospechoso de ser miembro del EPRP. Según los Ottaways,
«Cientos de personas fueron arrestadas, llevadas a tres lugares diferentes en las afueras de Adís Abeba y ejecutadas en masa. Decenas de otras fueron abatidas a tiros en las calles por los 'secretarios permanentes' del Derg, mientras los jeeps ametrallados patrullaban constantemente las calles de Adís Abeba. El número de muertos pudo haber ascendido a mil».
Posteriormente, el Derg desautorizó este atropello y culpó de la masacre al Buró Político en una proclama del 14 de julio. El líder de la Oficina, Haile Fida, y un grupo de sus seguidores intentaron huir de la capital en agosto del año siguiente, pero fueron capturados.  Al mismo tiempo, el Terror Rojo convirtió a MEISON en su próximo objetivo. «Presintiendo el peligro», escribe Bahru Zewde, 
«los líderes de la organización intentaron rápidamente pasar a la clandestinidad. Pero casi todos fueron capturados o asesinados en agosto de 1977 mientras intentaban retirarse al campo en varios destacamentos». 
Miles de hombres y mujeres fueron detenidos y ejecutados en los dos años siguientes. Amnistía Internacional estima que el número de muertos podría alcanzar los 500.000. Grupos de personas fueron conducidos a iglesias que luego fueron incendiadas, y las mujeres fueron sometidas a violaciones sistemáticas por parte de los soldados. El Save the Children Fund informó que entre las víctimas del Terror Rojo se encontraban no solo adultos, sino también 1.000 o más niños, en su mayoría de entre once y trece años, cuyos cadáveres fueron abandonados en las calles de Adís Abeba. 

## Secuelas

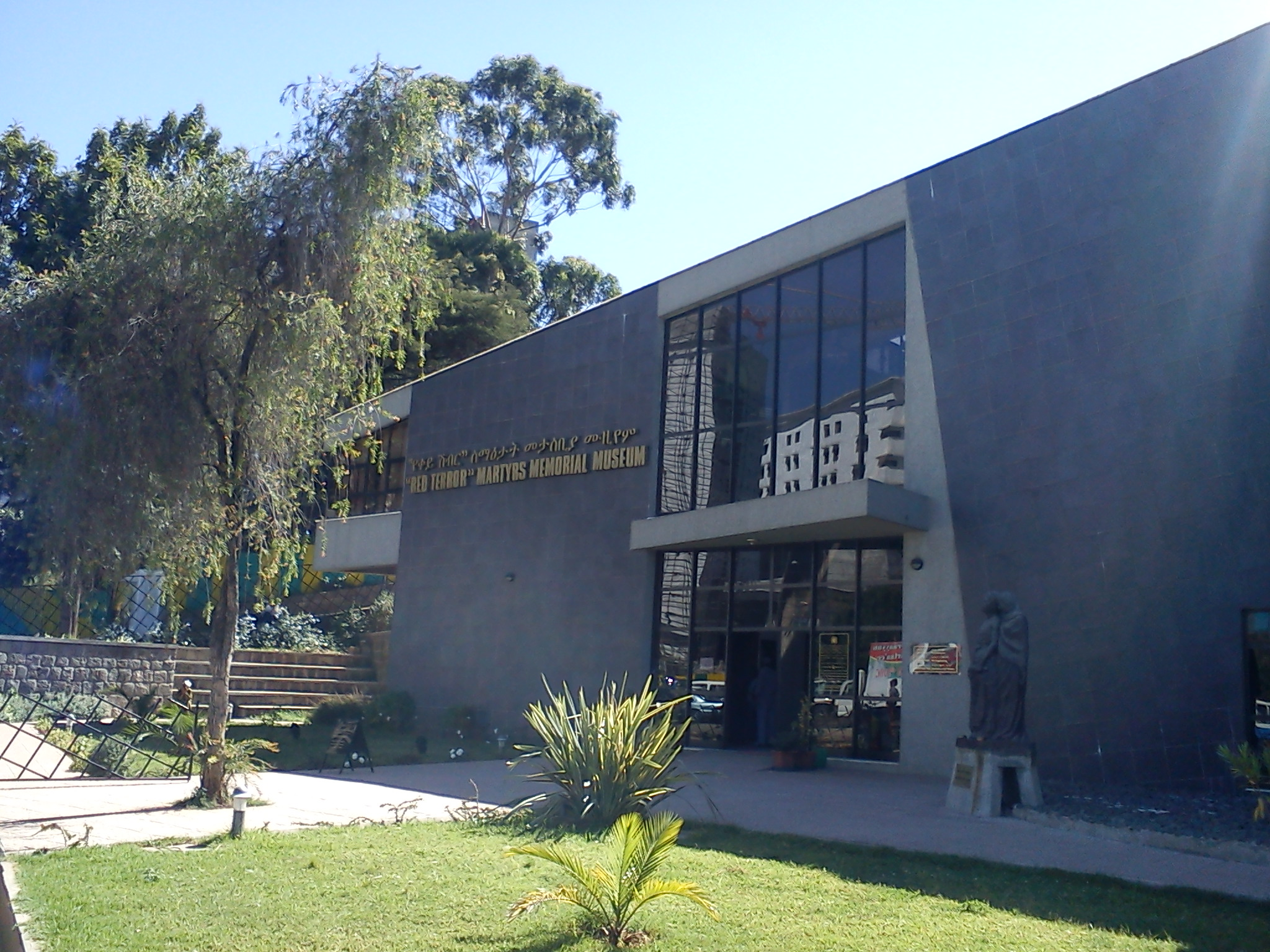
Museo Conmemorativo de los Mártires del Terror Rojo.

En enero de 2007, Mengistu fue declarado culpable de genocidio en rebeldía, y condenado a cadena perpetua. Después de la sentencia, las autoridades de Zimbabue, donde obtuvo asilo político gracias a su amistad con el presidente Robert Mugabe, negaron su extradición  El 26 de mayo de 2008, el Tribunal Supremo de Etiopía sentenció a Mengistu en rebeldía a la pena de muerte. Dieciocho asociados de Mengisto, dos de los cuales viven en la embajada italiana en Adís Abeba y 16 en prisiones etíopes, están también condenados a la pena capital. Otro encausado, Kelbessa Negewo, que fue declarado culpable en rebeldía en mayo de 2002, fue devuelto de su exilio en Estados Unidos varios años después para cumplir cadena perpetua.